# Roberto Anzolin
Roberto Anzolin (Valdagno, 18 aprile 1938 – Valdagno, 6 ottobre 2017) è stato un calciatore e allenatore di calcio italiano, di ruolo portiere.

## Biografia
Suo padre Bruno giocò come centrocampista nel Vicenza, in Serie B, nel corso degli anni 30 del XX secolo.
Negli anni di militanza alla Juventus sposò Gabriella, anche lei originaria di Valdagno, da cui ebbe due figli.
Il 31 ottobre 1997, mentre era in vacanza in montagna, venne colpito da un principio di infarto: conseguenze più gravi furono evitate grazie al tempestivo intervento del medico personale. Morì nel 2017 all'età di 79 anni.

## Caratteristiche tecniche

### Giocatore
Era un efficace portiere che si rendeva autore di interventi puntuali e concreti.
Čestmír Vycpálek, suo allenatore al Palermo, lo ha descritto così: «Fra i pali era agile come un gatto, praticamente imbattibile, schizzava da un palo all'altro con guizzi felini. Nelle uscite basse era impeccabile, non altrettanto nelle mischie e in quelle alte».
Era soprannominato La zanzara per via del suo fisico filiforme.

## Carriera

### Giocatore

#### Club

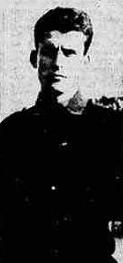
Anzolin con la maglia del Palermo nel 1960

Attivo nel ruolo di portiere tra la metà degli anni 50 e la fine degli anni 70, esordì nella natìa Valdagno tra le file del Marzotto Valdagno (1956-1959), per passare poi al Palermo in cui giocò per un biennio; la società rosanero lo acquistò per 40 milioni di lire, facendo un'offerta di 5 milioni superiore a quella del Milan.
Prima di giocare l'ultima partita del campionato di Serie B 1960-1961 gli venne comunicata la cessione alla Juventus, cosa che non doveva sapersi prima della fine della stagione: dai piemontesi, i siciliani ottennero in cambio Tarcisio Burgnich, i prestiti di Carlo Mattrel e Rune Börjesson, più un conguaglio di 100 milioni. A Torino divenne uno dei punti fermi dei bianconeri per tutti gli anni 60, perdendo la titolarità solo nella nona e ultima stagione in favore del più giovane Roberto Tancredi, e vincendo la Coppa Italia 1964-1965 e lo scudetto della stagione 1966-1967.
Chiusa la lunga esperienza juventina, giocò per una stagione con l'Atalanta, in Serie B, contribuendo alla promozione in Serie A anche grazie all'imbattibilità durata per 792 minuti. Passò quindi al Lanerossi Vicenza come secondo portiere, per chiudere la carriera da professionista sulla soglia dei quarant'anni giocando in Serie C con Monza, Riccione e Juniorcasale.
Dopo aver smesso di giocare, il Valdagno – il cui presidente era all'epoca suo cognato – lo volle in sostituzione del portiere malato per la stagione 1984-1985.

#### Nazionale

Roberto Anzolin con la maglia della Nazionale italiana

Dopo 4 presenze in Under-21 e altrettante in nazionale B, difese anche la porta della nazionale maggiore nell'amichevole contro il Messico del 29 giugno 1966, subentrando a Enrico Albertosi nel secondo tempo. Pochi giorni dopo, fu tra i convocati per il campionato del mondo 1966 in Inghilterra.

### Allenatore
Come allenatore guidò il Pro Gorizia, da cui fu esonerato con la squadra in testa al campionato 1981-1982, a +6 sulla seconda. In seguito allenò per sette stagioni le giovanili del Chiampo, la squadra di un paese vicino Valdagno.
Successivamente ha allenato la formazione Pulcini del Valdagno; nella stagione 1996-1997 ha brevemente allenato la prima squadra valdagnese, in Serie C2, non riuscendo a evitare l'ultimo posto finale.
Sempre a Valdagno ha poi aperto una scuola calcio.

## Statistiche

### Cronologia presenze e reti in nazionale
| Cronologia completa delle presenze e delle reti in nazionale ― Italia | Cronologia completa delle presenze e delle reti in nazionale ― Italia | Cronologia completa delle presenze e delle reti in nazionale ― Italia | Cronologia completa delle presenze e delle reti in nazionale ― Italia | Cronologia completa delle presenze e delle reti in nazionale ― Italia | Cronologia completa delle presenze e delle reti in nazionale ― Italia | Cronologia completa delle presenze e delle reti in nazionale ― Italia | Cronologia completa delle presenze e delle reti in nazionale ― Italia |
| Data                                                                  | Città                                                                 | In casa                                                               | Risultato                                                             | Ospiti                                                                | Competizione                                                          | Reti                                                                  | Note                                                                  |
| --------------------------------------------------------------------- | --------------------------------------------------------------------- | --------------------------------------------------------------------- | --------------------------------------------------------------------- | --------------------------------------------------------------------- | --------------------------------------------------------------------- | --------------------------------------------------------------------- | --------------------------------------------------------------------- |
| 29-6-1966                                                             | Firenze                                                               | Italia                                                                | 5 – 0                                                                 | Messico                                                               | Amichevole                                                            | -                                                                     | 46’                                                                   |
| Totale                                                                |                                                                       | Presenze                                                              | 1                                                                     |                                                                       | Reti                                                                  | -                                                                     |                                                                       |

## Palmarès

### Giocatore

#### Club

##### Competizioni nazionali
- Coppa Italia: 1

Juventus: 1964-1965
- Campionato italiano: 1

Juventus: 1966-1967
- Coppa Italia Semiprofessionisti: 2

Monza: 1973-1974, 1974-1975

##### Competizioni internazionali
- Coppa delle Alpi: 1

Juventus: 1963

### Allenatore

#### Competizioni nazionali
- Campionato Interregionale: 1

Pro Gorizia: 1981-1982 (girone C)